# Sea View Farm
Sea View Farm ist eine Siedlung in der Parish of Saint George, ungefähr im Zentrum der Insel Antigua, der Hauptinsel des Staats Antigua und Barbuda.

## Lage und Landschaft
Sea View Farm liegt in einem dichtbesiedelten Gebiet südöstlich von Saint John’s, der Hauptstadt des Inselstaates, jedoch schon in der Parish St. George.
Zur Volkszählung 2001 hatte der Ort 837 Einwohner. Im Osten erstreckt sich das Waldgebiet Sherwood.
|                              | The Grove                                   | Sir Vivian Richards Stadium |
| Renfrew                      | Kompassrose, die auf Nachbargemeinden zeigt | Sherwood                    |
| Island Academy International | Aberdeen                                    | Freemans Village            |